# Sauris nanaria
Sauris nanaria là một loài bướm đêm trong họ Geometridae.